# Індустріалізація СРСР

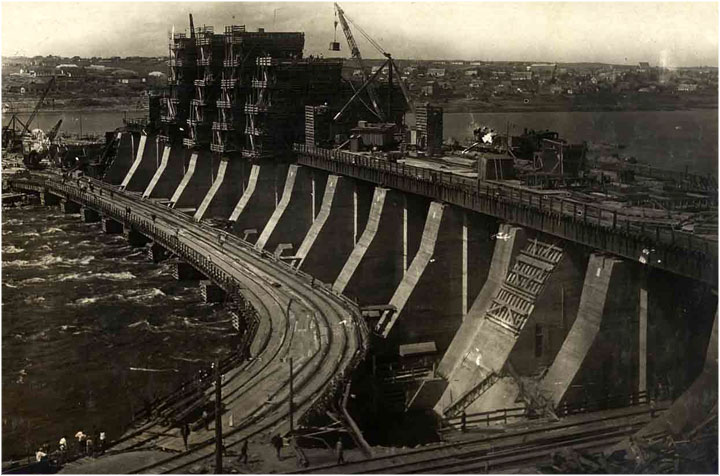
Будівництво Дніпровської ГЕС, 1930

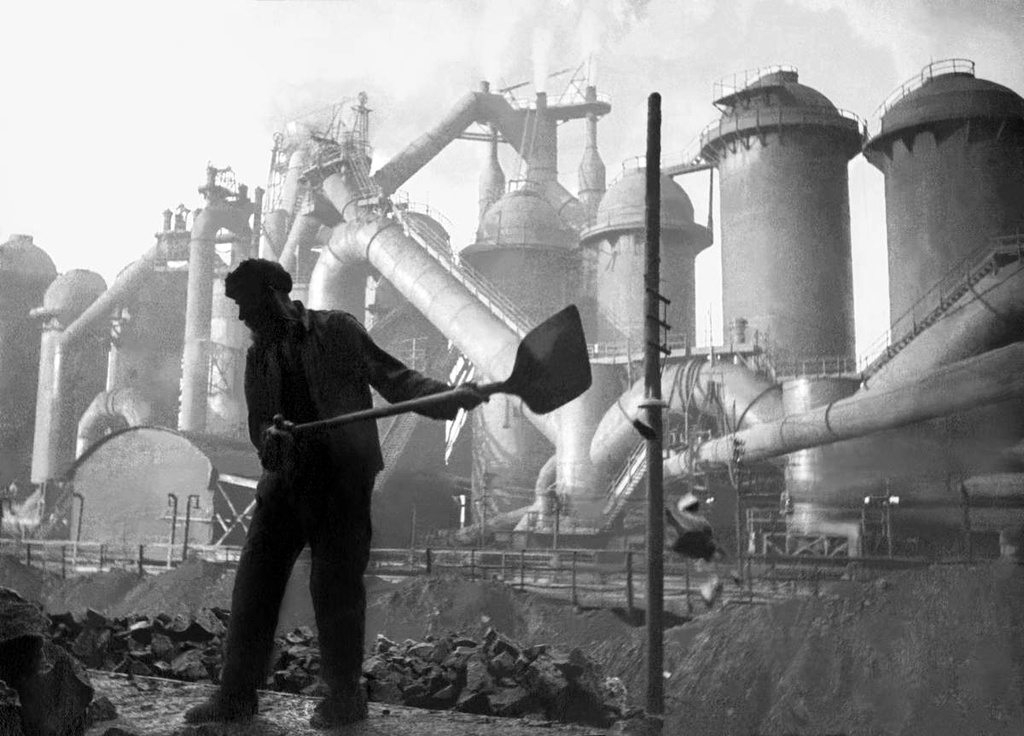
«Магнітогорський металургійний комбінат»

Індустріаліза́ція в СРСР — комплекс заходів з прискореного розвитку промисловості, вжитих ВКП(б) у період з другої половини 1920-х до кінця 1930-х і здійснених переважно американськими компаніями із залученням дешевої робочої сили з СРСР. Проголошена як партійний курс XIV з'їздом ВКП(б) (1925). Здійснювана, головним чином, за рахунок перекачування коштів із сільського господарства: спочатку завдяки «ножицям цін» на промислову і сільськогосподарську продукцію, а після важкої промисловості та військово-промислового комплексу. Всього в СРСР споруджено 35 індустріальних гігантів, третину з яких — в Україні. Серед них слід назвати Запоріжсталь, Азовсталь, Краммашбуд, Криворіжбуд, Дніпробуд, Дніпалюмінбуд, Харківський тракторний, Київський верстатобудівний та ін.

## Передумови та мета індустріалізації
Промисловий розвиток СРСР у середині 1920-х досяг довоєнного (1913), однак країна суттєво відставала від провідних західних країн: значно менше вироблялося електроенергії, сталі, чавуну, видобувалося вугілля та нафти. Господарство в цілому перебувало на доіндустріальній стадії розвитку. Тому XIV з'їзд ВКП(б), який відбувся в грудні 1925 проголосив курс на індустріалізацію.
Основними цілями індустріалізації в СРСР проголошувалися:
- забезпечення економічної самостійності і незалежності СРСР;
- ліквідація техніко-економічної відсталості країни, осучаснення промисловості;
- створення технічної бази для осучаснення сільського господарства;
- розвиток нових галузей промисловості;
- зміцнення обороноздатності країни, створення військово-промислового комплексу;
- заохочення неухильного зростання продуктивності праці і на цій основі підвищення матеріального добробуту та культурного рівня працівників.

## Комплекс заходів

### Внесок США
Для здійснення заходів з індустріалізації та забезпечення керівництва роботами до СРСР було запрошено близько 200 000 американських інженерів і техніків, яким передали у підпорядкування майже мільйон в'язнів ГУЛАГу. До керівництва також були залучені нечисленні інженерні кадри, що залишились в СРСР після революції 1917 року.
Американські професори підготували на робітфаках 300 000 кваліфікованих фахівців — тобто всі кадри для радянської промисловості на довгі роки вперед.
Таким чином, матеріальну базу соціалізму побудували капіталісти США плюс дешева праця в'язнів.
Всього за 10 років (1930-1940) американці побудували в СРСР близько 1 500 заводів і фабрик, створили хімічну, авіаційну, електротехнічну, нафтову, гірничодобувну, вугільну, металургійну та іншу промисловість, найбільші в Європі заводи для виробництва автомобілів, тракторів, авіаційних двигунів і іншої продукції.
Наприклад, знаменитий Сталінградський тракторний завод був цілком побудований в США, демонтований, на 100 судах перевезений та зібраний в СРСР. Дніпрогес побудувала американська фірма Cooper Engineering Company (і німецька компанія Siemens). На цьому заводі створили перші танки.
Горьківський автозавод (ГАЗ) був побудований американською компанією Austin.
Теперішній АЗЛК побудований за проєктом Форда. Знаменита Магнітка — точна копія металургійного комбінату в Гері, штат Індіана.
Фірма Albert Kahn Inc спроєктувала та побудувала 500 радянських підприємств. Альберт Кан — промисловий архітектор Детройта, запрошений у 1928 у СРСР для участі в індустріалізації. Приїхав до Москви з 25-ма інженерами, і протягом 2 років підготував понад 4 000 фахівців, у 1929—1932 спроєктував і організував будівництво 521 об'єкта (за іншими даними — 571) об'єкт. Це, в першу чергу, тракторні (тобто танкові) заводи в Сталінграді, Челябінську, Харкові. Автомобільні заводи в Москві та Нижньому Новгороді. Ковальські цехи в Челябінську, Дніпропетровську, Харкові, Коломні, Люберцях, Магнітогорську, Нижньому Тагілі, Сталінграді. Верстатобудівні заводи в Калузі, Новосибірську, Верхній Салді. Прокатний стан в Москві; ливарні заводи в Челябінську, Дніпропетровську, Харкові, Коломні, Люберцях, Магнітогорську, Сормово, Сталінграді; механічні цехи в Челябінську, Люберцях, Подільському, Сталінграді, Свердловську; сталеливарні цехи та прокатні стани в Кам'янському (в 1936—2016 — Дніпродзержинськ), Коломні, Кузнецьку, Магнітогорську, Нижньому Тагілі, Верхньому Тагілі, Сормово; підшипниковий завод в Москві, Волховський алюмінієвий завод; Уральська азбестова фабрика та багато інших.
Причина звернення саме до Кану полягала в тому, що, спроєктувавши всі заводи Форда, він відпрацював високопродуктивну технологію проєктування промислових підприємств. У США його фірма штатом в 400 осіб готувала робочі креслення за тиждень, будівлі промислових підприємств зводила за 5 місяців. Кан зміг практично довести, що здатний зробити те ж саме і в СРСР: проєкт СТЗ виконаний у рекордно короткі строки; будівельні конструкції для нього були виготовлені в США, перевезені в СРСР і змонтовані протягом 6 місяців. Саме фірма Albert Kahn Inc створила в СРСР школу передового промислового зодчества.
Разом з заводами створювалися міста для робітників. Ернст Май — німецький архітектор, брав участь в розробці архітектурних проєктів близько 20 радянських міст.

### Особливості індустріалізації
Головні особливості радянської індустріалізації:
- головними джерелами накопичення коштів для індустріалізації стали: «перекачування» коштів із села в місто; із легкої та харчової у важку промисловість; збільшення прямих і непрямих податків; внутрішні позики; випуск паперових грошей, не забезпечених золотом; розширення продажу горілки; збільшення вивозу за кордон нафти, лісу, хутра та хліба;
- джерелами індустріалізації стала фактично неоплачена праця робітників і особливо селян; експлуатації багатьох мільйонів в'язнів ГУЛАГУ;
- тачки, кірка, лопата — компоненти, що забезпечили первинний етап індустріалізації Радянського Союзу. Участь великовантажних самоскидів в цьому процесі було епізодичним — їх вистачало лише на культові об'єкти, типу Палацу Рад в Москві.
- надвисокі темпи індустріалізації, які пояснювалися керівництвом СРСР необхідністю зміцнення обороноздатності країни перед зростаючою зовнішньою загрозою;
- першочергова увага приділялася розвитку підприємств військового призначення, мілітаризація економіки;
- намагання радянського керівництва на чолі із Й. Сталіним продемонструвати перед усім світом переваги соціалізму над капіталізмом;
- величезні за масштабами перетворення здійснювалися на гігантський території, а це з надзвичайною гостротою ставило питання про розвиток інфраструктури (дороги, мости та ін.), стан якої значною мірою не відповідав потребам;
- розвиток виробництва засобів виробництва значно випереджав виробництво предметів споживання;
- у ході індустріалізації здійснювалася антирелігійна кампанія, відбувалося пограбування церков для потреб радянської економіки;
- здійснювалася експлуатація трудового ентузіазму людей; впровадження масового «соціалістичного змагання».

### Перший п'ятирічний план
Первинним проєктом сталінського воєнно-комуністичного штурму став перший п'ятирічний план, ухвалений ВКП(б) у 1928 р. У цьому ж році почалася І п'ятирічка (1928/1929-1932/1933 pp.). її основне завдання полягало в тому, щоб «наздогнати і перегнати західні країни» в економіці. Найважливішим визнавався розвиток важкої промисловості, планом передбачалося її зростання на 30 %.
У 1928—1929 pp. обсяг валової продукції української промисловості збільшився на 40 %. Того часу радянська економіка ще відчувала імпульси непу, що забезпечували високі темпи росту. Успіхи першого року п'ятирічки в СРСР на тлі глибокої економічної кризи, що охопила капіталістичний світ у 1929 p., створили в керівництві СРСР ілюзію можливості різкого стрибка з економічної відсталості до розряду промислово розвинутих держав. Такий ривок вимагав надзвичайної напруги сил.
Листопадовий пленум ЦК ВКП(б) у 1929 р. ухвалив рішення «за будь-яку ціну прискорити розвиток машинобудування та інших галузей великої промисловості». Планами на 1930—1931 pp. передбачалося 45 % приросту промисловості, що означало «штурмівщину». Це була авантюра, приречена на провал.
Цілком закономірним було невиконання плану I п'ятирічки. Тому, коли підбивалися її підсумки, політбюро ЦК ВКП(б) заборонило всім відомствам публікувати статистичні дані з цього приводу.

## Особливості індустріалізації в Україні
Процес індустріалізації в Україні в основному збігся із загальносоюзними тенденціями, хоч і мав певні особливості. Вони були зумовлені спеціалізацією промисловості республіки в межах єдиного народногосподарського комплексу країни, наявністю великих природних багатств і структурою розміщення продуктивних сил.
Однією з особливостей здійснення індустріалізації в Україні були досить масштабні капіталовкладення в її промисловість. У 1930 р. вони досягли рівня всіх попередніх років мирного будівництва (1921—1928 pp.). Усього ж за роки першої п'ятирічки на промислову модернізацію України було виділено понад 20 % загальносоюзних капіталовкладень. Із 1500 промислових підприємств СРСР у роки першої п'ятирічки в Україні споруджувалося та реконструювалося понад 400.
На початку індустріалізації в Україні здійснювалися побудова і реконструкція великих підприємств, що мали загально державне значення. Із 35 ключових промислових об'єктів СРСР в Україні споруджувалося 12: Дніпрогес, Харківський тракторний завод, Краматорський машинобудівний завод, металургійні заводи у Запоріжжі, Кривому Розі, Маріуполі тощо.
У роки індустріалізації простежувалася нерівномірність процесу модернізації промислового потенціалу республіки. У II та III п'ятирічках питома вага промислових новобудов в Україні значно скоротилася, оскільки необхідна стартова база для модернізації була вже створена, а в інших регіонах СРСР були сприятливіші умови для розгортання промислового будівництва та технічної реконструкції.
Однією з особливостей індустріалізації в Україні було значне відставання модернізації легкої та харчової промисловості від важкої індустрії внаслідок менших масштабів капітального будівництва і недостатньої сировинної бази.
В Україні були вищі темпи витіснення приватного сектора в економіці, ніж у СРСР загалом.

### Позитивні і негативні наслідки індустріалізації в Україні
Позитивні і негативні наслідки індустріалізації в цілому по СРСР фактично відображалися і в Україні, хоча були і свої характерні особливості.

### Позитивні наслідки
У роки довоєнних п'ятирічок у надто тяжких умовах тоталітарного режиму робітники України створили могутню індустріальну базу, що за окремими показниками вивела Україну на рівень економічно розвинутих країн світу. Почали давати промислову продукцію гіганти металургії: «Запоріжсталь», «Азовсталь» і «Криворіжсталь». Стали до ладу Краматорський машинобудівний, Луганський паровозобудівний, Макіївський, Дніпродзержинський та інші металургійні заводи. Кількість промислових підприємств за роки довоєнних п'ятирічок зросла в 45 разів. В Україні було побудовано 100 нових шахт. Республіка стала важливою металургійною, вугільною, машинобудівною базою СРСР.
У 1930-х pp. в Україні змінилася структура господарства: зросла частка промисловості у порівняні з часткою сільського господарства в загальному обсязі валової продукції республіки; у валовій продукції промисловості зросло виробництво засобів виробництва; велика індустрія стала витісняти дрібну промисловість.
Україна випередила за рівнем розвитку галузей важкої промисловості деякі західноєвропейські країни. Вона зайняла друге місце в Європі (після Німеччини) за виплавкою чавуна, четверте місце у світі за видобутком вугілля. За виробництвом металу і машин республіка випередила Францію та Італію, наздоганяла Велику Британію.
За роки перших п'ятирічок удвічі зросла чисельність робітників. У 1930-ті pp. сформувався національний український робітничий клас і технічна інтелігенція.

### Негативні наслідки індустріалізації СРСР
Економічна могутність держави була спрямована не на задоволення насущних потреб людей, а на зміцнення тоталітарного режиму і затвердження у свідомості людей ідеологічних норм більшовизму, створення військово-економічних ресурсів для «експорту революції». Індустріалізація здійснювалася за рахунок селян, супроводжувалася масовими репресіями.
У цілому форсована індустріалізація України не призвела до підвищення життєвого рівня народу. У 1930-ті pp. знову з'явилися величезні черги, продовольчі картки, дефіцит найнеобхіднішого. Урбанізація призвела до значного ускладнення житлової та продовольчої проблеми.
У часи індустріалізації посилилася централізація управління промисловістю, утвердилися командно-адміністративні методи управління; було взято курс на мілітаризацію промисловості. Держава відмовилася від непу і почала примусовими засобами визискувати із селян додаткові кошти на форсування індустріалізації. Фактично зник матеріальний принцип стимулювання праці. Праця робітників стимулювалася позаекономічними засобами і, перш за все, розгортанням «соціалістичного змагання».
У перші п'ятирічки ставку було зроблено на підприємства-монополісти (запорізький завод «Комунар», що випускав зернозбиральні комбайни, Луганський паровозобудівний та ін.), які згодом фактично підім'яли під себе всю економіку країни.
Промисловий потенціал України (як і всього СРСР) формувався диспропорційно: посилювалися і розширювалися традиційні індустріальні райони — Донбас і Придніпров'я, а промисловість досить густо заселеного Правобережжя помітно відставала у темпах розвитку.
Судження лауреата Нобелівської премії, російського письменника І. Буніна:
Керівництву країни у 30-ті роки на території СРСР взагалі і в Україні зокрема з допомогою голоду і терору вдалося відібрати практично всі золоті монети, випущені у фінансовий обіг царською Росією. Щодо України, де, за деякими підрахунками, під час Голодомору вимерло до 10 мільйонів осіб, більшовицьке керівництво заробило тут не тільки на експорті зерна, відібраного у вмираючих селян, а й на купівлі, фактично задарма, практично всіх коштовностей у голодуючого населення, які передавали у сім'ях з покоління в покоління. Усе це було навмисно зроблено через спеціально створені для цього державно-лихварські структури (торгсини) і здійснювалося згідно з жорстокими планами скупки золота й коштовностей у населення, що спускалися згори.
На відміну від розвинених країн світу, в СРСР індустріалізація здійснювалася не для задоволення споживчих потреб населення, а навпаки, споживання промислової продукції населенням обмежувалося. Сама держава ставала не тільки власником створюваних промислових об'єктів, а й споживачем їхньої продукції: в основному зброї та засобів виробництва.